# Quân Ninh
Quân Ninh là một bộ thuộc Vương quốc Văn Lang dưới thời cai quản của các Hùng Vương. Bộ Quân Ninh là vùng đất Ninh Bình và bắc Thanh Hóa ngày nay. Tới cuối thời Hùng Vương thì bộ Quân Ninh sáp nhập hoàn toàn vào bộ Cửu Chân.
Thời kỳ Bắc thuộc lấn thứ nhất thuộc Hán, địa phận bộ Quân Ninh cũ sau khi sáp nhập vào Cửu Chân được chia thành 2 huyện thuộc quận Cửu Chân là Vô Biên và Vô Công. Huyện Vô Biên sau là các huyện Vĩnh Lộc, một phần huyện Cẩm Thủy, huyện Thạch Thành và thị xã Bỉm Sơn, huyện Hà Trung, trị sở nằm ở khu vực thành nhà Hồ. Huyện Vô Công hay Vô Thiết tương ứng với các huyện Gia Viễn, Nho Quan, Yên Khánh, Hoa Lư nói cách khác là gần như toàn bộ tỉnh Ninh Bình ngày nay (trừ huyện Kim Sơn).